# This Is War (chanson)
Pour l'album du même groupe, voir This Is War.
This Is War est un single du groupe Thirty Seconds to Mars. Il est issu de l'album du même nom sorti en décembre 2009.

## Clip vidéo
Le clip pour promouvoir le single présente les trois membres du groupe, Jared Leto, Tomo Milicevic et Shannon Leto en uniforme, lors d'une opération militaire. Prévu pour sortir sous la forme d’un court-métrage, le clip est réalisé par Édouard Salier. « Pour la video This is war, nous avons voulu explorer une autre facette de la guerre. Nous avons donc décidé de représenter les soldats dans les conflits », a déclaré Jared à MTV précédemment sur ce qu’ils voulaient filmer pour le nouveau clip.